# Férfi 100 km-es pálya-kerékpározás az 1896. évi nyári olimpiai játékokon
A férfi 100 kilométer egyike volt az öt pályakerékpár-versenynek az olimpián. Ez volt az első verseny április 8-án. A versenyzőknek 300 kört kellett megtenniük.
5 nemzet 9 versenyzője indult ebben a számban.

## Érmesek
| Arany                              | Ezüst                                  | Bronz            |
| Léon Flameng · Franciaország (FRA) | Jeórjiosz Kolétisz · Görögország (GRE) | nem osztották ki |

## Eredmények
| Helyezés | Versenyző                          | Eredmény          |
| -------- | ---------------------------------- | ----------------- |
| Arany    | Léon Flameng (FRA)                 | 3:08:19,2         |
| Ezüst    | Jeórjiosz Kolétisz (GRE)           | nincs adat        |
| -        | Bernhard Knubel (GER)              | feladta 41 km-nél |
| -        | Theodor Leupold (GER)              | feladta 37 km-nél |
| -        | Edward Battell (GBR)               | feladta 17 km-nél |
| -        | Arisztídisz Konsztandinídisz (GRE) | feladta 16 km-nél |
| -        | Joseph Rosemeyer (GER)             | nem fejezte be    |
| -        | Adolf Schmal (AUT)                 | nem fejezte be    |
| -        | Joseph Welzenbacher (GER)          | nem fejezte be    |

A későbbi győztes, a francia Léon Flameng a táv felénél elesett, de folytatni tudta a versenyt, és 3 óra 8 perc 19,2 másodperces idejével megnyerte az aranyérmet. A görög Jeórjiosz Kolétisz ekkor a 289. körénél tartott, és nem sokkal Flameng után ért célba.